# Auguste de Loës
Auguste de Loës (Aigle, 17 februari 1802 - aldaar, 31 juli 1883) was een Zwitsers politicus voor de gematigde liberalen uit het kanton Vaud.

## Biografie

### Jurist
Auguste de Loës studeerde vanaf 1819 rechten aan de academie van Lausanne. In 1832 werd hij bijzitter bij het vredegerecht.

### Politicus
De Loës was gemeenteraadslid (wetgevende macht) van zijn geboorteplaats Aigle, waarvan hij tweemaal burgemeester (syndic) was, een eerste maal van 1837 tot 1845 en een tweede maal van 1853 tot 1855. Ook zijn vader Isaac was vroeger burgemeester van dit dorp.
Van 1831 tot 1866 was de Loës lid van de Grote Raad van Vaud. Hij zetelde ook in de constituantes van 1845 en 1861. Bij de federale parlementsverkiezingen van 1851 werd hij verkozen in de Nationale Raad, waar hij vanaf 1 december 1851 tot het einde van de legislatuur op 3 december 1854 zou zetelen. Negen jaar later, op 7 december 1863, werd hij vervolgens lid van de Kantonsraad, wat hij zou blijven tot 1 mei 1864.

### Militair
Op militair vlak was hij arrondissementscommandant tussen 1832 en 1845 en kolonel bij de artillerie in 1845.